# Heinrich Wittkopf
Heinrich Wittkopf (Hildesheim, 15 agosto 1892 – Ostenda, 12 febbraio 1946) è stato un generale tedesco della Wehrmacht durante la seconda guerra mondiale.

## Biografia
Figlio di Heinrich Wittkopf, giudice distrettuale, e di sua moglie Mathilde, intraprese la carriera militare entrando come ufficiale nell'esercito imperiale tedesco dal 15 agosto 1914 e venendo poi assegnato al 166º reggimento di fanteria. Il 27 novembre 1915 venne promosso tenente. Durante la prima guerra mondiale venne impiegato col suo reggimento come comandante di plotone e poi di compagnia.
Il 1 ottobre 1919, a guerra terminata, venne trasferito nel Reichswehr nel 22º reggimento di fanteria. Il 1º ottobre 1920, venne assegnato al 15º reggimento di fanteria ed il 1º maggio 1923 venne promosso primo tenente; il 1º aprile 1928 successivo venne promosso capitano e contestualmente ottenne il comando di una compagnia del 2º reggimento di fanteria. Il 25 febbraio 1927, sposò Gisela Bartholdy. Promosso al rango di maggiore dal 1º febbraio 1935, Wittkopf divenne insegnante alla scuola di fanteria di Doberitz. Dopo essere stato promosso al grado di tenente colonnello il 1º ottobre 1937, divenne comandante dell'11º battaglione mitraglieri.
Nel febbraio del 1940 prese il comando del 510º reggimento di fanteria. Dal 26 agosto 1940 fu comandante a Karlsruhe e nell'ottobre di quello stesso anno venne promosso colonnello. Il 15 novembre 1940 divenne comandante del 530º reggimento di fanteria. Il 29 settembre 1941 ottenne la croce di cavaliere dell'Ordine della Croce di Ferro ed il 28 febbraio 1943 ottenne la medaglia d'oro della Croce Tedesca. Dalla primavera del 1943 divenne consigliere per la fanteria nello staff delle fortificazioni dell'esercito tedesco ed il 1º aprile 1944 venne promosso al grado di maggiore generale .Il 1º novembre 1944, divenne comandante della scuola di fanteria di Döberitz ed il 30 marzo 1945, venne posto al comando della 402ª divisione di riserva.
Dopo l'armistizio tedesco, venne fatto prigioniero e morì a Ostenda, in Belgio, in prigionia, il 12 febbraio 1946. Venne sepolto nel cimitero di guerra di Lommel, in Belgio.